# ザ・グーン・ショー
『ザ・グーン・ショー』（英: The Goon Show）は、イギリスのBBCホーム・サーヴィスで1951年から1960年に放送されていたラジオ・コメディ番組。通称『ザ・グーンズ (The Goons)』。
1951年5月28日から9月20日まで放送された最初のシリーズのみ「クレイジー・ピープル (Crazy People)」というタイトルだったが、その後のシリーズから「ザ・グーン・ショー」というタイトルが付けられた。
スパイク・ミリガン、ハリー・シーカム、ピーター・セラーズ、マイケル・ベンティンらが出演し、人気を博した。
同じイギリスのラジオ番組で1960年代後半に放送された『ラウンド・ザ・ホーン』と合わせて、第二次世界大戦後のブリティッシュ・ジョークの源流ともなった。